# Svensk söndagsskolsångbok (1929)
Svensk söndagsskolsångbok är en sångbok från 1929. Den heter i sin helhet "Svensk söndagsskolsångbok för hem, skolor och barngudstjänster", och utgavs av bland andra Svenska Missionsförbundet. Den innehåller 300 alster varav merparten är psalmer och en och annan helt profan sång som till exempel Blåsippan ute i backarna står, Vintern rasat och nationalsångerna Du gamla du fria och Vårt land. Bokens föregångare från 1908 innehöll flera verk till skillnad från de flesta andra psalmböcker som med åren blivit större och större till omfattning.

## Innehåll

### I Inlednings- och samlingssånger
- 1 Hela världen fröjdes Herran Finns på Wikisource.
- 2 Jag lyfter mina händer Finns på Wikisource.
- 3 Jesus, du min fröjd och fromma Finns på Wikisource.
- 4 Herre, samla oss nu alla Finns på Wikisource.
- 5 Som daggens pärlor glöda
- 6 Här samlas vi omkring ditt ord Finns på Wikisource.
- 7 Herre, se din unga skara Finns på Wikisource.
- 8 Herre, se en liten skara Finns på Wikisource.
- 9 Herre Jesus, värdes skåda
- 10 Jesus, öppna du vårt öra
- 11 Fort skynden alla Finns på Wikisource.
- 12 Nu skynden alla
- 13 Jag älskar söndagsskolan Finns på Wikisource.
- 14 Här med fröjd ännu en gång Finns på Wikisource.
- 15 Med glättigt mod vi fira alla Finns på Wikisource.

### II Guds makt och härlighet
- 16 Höga majestät Finns på Wikisource.
- 17 Mäktig är Herren Finns på Wikisource.
- 18 Härlig är jorden Finns på Wikisource.
- 19 Vem gjorde skyn så klar och blå Finns på Wikisource.
- 20 Den underbara världen
- 21 Kom, hör min vackra visa
- 22 Dig, Herre Gud, är ingen Finns på Wikisource.

### III Guds kärlek och omsorg
- 23 Så älskade Gud världen all Finns på Wikisource.
- 24 Guds kärlek är det största
- 25 Gud älskar utan like
- 26 O, sök ej hjälp hos andra
- 27 I en djup, oändlig skog Finns på Wikisource.
- 28 I korpungar små Finns på Wikisource.
- 29 Kärlek från vår Gud Finns på Wikisource.
- 30 Jag kan icke räkna dem alla Finns på Wikisource.
- 31 Hav tack, du käre Herre Finns på Wikisource.

### IV Advents- och julsånger
- 32 Hosianna, Davids son Finns på Wikisource.
- 33 Gå, Sion, din konung att möta Finns på Wikisource.
- 34 Gläd dig, du Kristi brud Finns på Wikisource.
- 35 Hell dig, du härliga julafton
- 36 Förlossningen är vunnen Finns på Wikisource.
- 37 Var hälsad, sköna morgonstund Finns på Wikisource.
- 38 Lyssna, hör i stilla natten
- 39 Se natten flyr för dagens fröjd Finns på Wikisource.
- 40 O du saliga, o du heliga Finns på Wikisource.
- 41 När juldagsmorgon glimmar Finns på Wikisource.
- 42 Ett barn är fött på denna dag Finns på Wikisource.
- 43 Det är en ros utsprungen Finns på Wikisource.
- 44 När Jesusbarnet låg en gång
- 45 En är gåvan framför andra
- 46 Det är högtid igen Finns på Wikisource.
- 47 Fröjdas, vart sinne Finns på Wikisource.
- 48 Nu tändas tusen juleljus Finns på Wikisource.
- 49 När juletid är inne Finns på Wikisource.
- 50 Gläns över sjö och strand Finns på Wikisource.
- 51 Stilla natt, heliga natt Finns på Wikisource.
- 52 Härlig är den himmel blå Finns på Wikisource.

### V Jesu person och namn
- 53 Se, Jesus är ett tröstrikt namn Finns på Wikisource.
- 54 Jag vet ett namn så dyrt och kärt Finns på Wikisource.
- 55 Tag det namnet Jesus med dig Finns på Wikisource.
- 56 Jesus kom från himlen ned
- 57 O kom, låt oss sjunga om Jesus
- 58 Högtlovat vare Jesu namn Finns på Wikisource.
- 59 Låt mig få höra om Jesus
- 60 Jesus älskar mig, jag vet
- 61 Jag vet, att Jesus har mig kär

### VI Jesu lidande
- 62 Guds rena Lamm, oskyldig Finns på Wikisource.
- 63 Du går, Guds lamm, du milda Finns på Wikisource.
- 64 Du bar ditt kors, o Jesus mild Finns på Wikisource.
- 65 Han på korset, han allena Finns på Wikisource.
- 66 Jesus för världen givit sitt liv Finns på Wikisource.
- 67 Jesus, du mitt liv, min hälsa Finns på Wikisource.

### VII Påsksånger
- 68 Upp, min tunga, att lovsjunga
- 69 Vad ljus över griften Finns på Wikisource.
- 70 Du segern oss förkunnar
- 71 Vid gryende dag
- 72 Uppstånden är vår Herre Krist Finns på Wikisource.
- 73 Sjung hans lov

### VIII Kristi himmelsfärd
- 74 Jesus, som farit dit upp
- 75 Till härlighetens land igen Finns på Wikisource.
- 76 Uppfaren är vår Herre Krist Finns på Wikisource.

### IX Den helige Ande och hans verk
- 77 Nu är det pingst
- 78 Helge Ande, ljuva
- 79 Kom, helge Ande, till mig in
- 80 När pingstens dag begynte gry

### X Guds ord
- 81 Helga Bibel, Herrens ord
- 82 Vår dyrbara Bibel
- 83 Uti Bibeln finns en skatt Finns på Wikisource.
- 84 Omkring ditt ord, o Jesus
- 85 Jesus, dig vi nu åkalla
- 86 Ungdom, som går ut i världen Finns på Wikisource.
- 87 Ditt ord, o Jesus, bliva må Finns på Wikisource.

### XI Sabbatsdagen
- 88 Sabbatsdag, hur skön du är Finns på Wikisource.
- 89 Tack, o Jesus, att du låter
- 90 O dag av frid och vila
- 91 Så skön är ej den friska vår

### XII Frälsningen i Kristus
- 92 När jag ser i Guds bok
- 93 Den store läkaren är här Finns på Wikisource.
- 94 Stilla, ljuvlig, underbar
- 95 Här en källa rinner Finns på Wikisource.
- 96 Ofta i kvällen
- 97 Vem som helst kan bli frälst Finns på Wikisource.
- 98 Lever du det nya livet
- 99 Vem älskar väl som Jesus

### XIII Inbjudningssånger
- 100 Jesus, full av kärlek, ropar
- 101 Jag vet en port som öppen står Finns på Wikisource.
- 102 Skynda till Jesus, Frälsaren kär Finns på Wikisource.
- 103 Lämna dig helt åt Jesus Finns på Wikisource.
- 104 Kan du giva ditt hjärta för tidigt åt Gud Finns på Wikisource.
- 105 Giv din ungdomsdag åt Jesus Finns på Wikisource.
- 106 I den ljusa morgonstunden Finns på Wikisource.
- 107 I jublande vårdag
- 108 Medan allting ler och blommar Finns på Wikisource.
- 109 Ungdom i världen Finns på Wikisource.
- 110 Var är mitt vilsna barn i kväll Finns på Wikisource.

### XIV Jesu efterföljelse
- 111 Vaka själ, och bed Finns på Wikisource.
- 112 Låt synden ej råda Finns på Wikisource.
- 113 Värj din tro
- 114 Var trogen i det lilla
- 115 Om någon till ont mig locka vill
- 116 Gud, i mina unga dagar Finns på Wikisource.
- 117 Vi äro väl ringa och svaga och små Finns på Wikisource.
- 118 Jag ville likna Jesus Finns på Wikisource.
- 119 Jag bär min synd till Jesus
- 120 Jesus hjärtat vill jag giva
- 121 Jag är ej mer min egen Finns på Wikisource.
- 122 Är jag en solglimt för Jesus
- 123 Jesus jag följer
- 124 Jesus, Jesus, han allena
- 125 Gode Jesus, låt mig vara Finns på Wikisource.
- 126 I livets vår hur skönt att få Finns på Wikisource.
- 127 Frälsare, tag min hand Finns på Wikisource.
- 128 Dyraste Jesus, dig vill jag älska
- 129 O Jesus kär, jag vill, jag vill
- 130 Så tag nu mina händer

### XV Guds barns glädje och trygghet
- 131 Vår Gud är oss en väldig borg Finns på Wikisource.
- 132 Gud låter sina trogna här Finns på Wikisource.
- 133 Du ömma fadershjärta Finns på Wikisource.
- 134 Tryggare kan ingen vara Finns på Wikisource.
- 135 Vår fasta klippa Herren är
- 136 Säll är den som sina händer Finns på Wikisource.
- 137 Jag lyfter mina ögon upp till bergen Finns på Wikisource.
- 138 Jag vet, var jag min styrka har
- 139 Blott en dag Finns på Wikisource.
- 140 Min framtidsdag är ljus och lång Finns på Wikisource.
- 141 Hela vägen går han med mig Finns på Wikisource.
- 142 Som fåglar små
- 143 Var ej bekymrad, vad än må ske Finns på Wikisource.

### XVI Böne- och lovsånger
- 144 O Gud, all sannings källa Finns på Wikisource.
- 145 Giv oss, o Gud, din Ande god Finns på Wikisource.
- 146 Helige Fader, kom och var oss nära Finns på Wikisource.
- 147 O Jesus Krist, dig till oss vänd Finns på Wikisource.
- 148 Gode herde, led och bär oss Finns på Wikisource.
- 149 Ack, Herre Jesus, hör min röst Finns på Wikisource. v. 13—15 av Av himlens höjd oss kommet är
- 150 O Jesus, jag längtar att helt bliva din
- 151 Milde Jesus, var oss när
- 152 O Jesus, se i nåd till mig
- 153 Jesus, gör mig så till sinnes
- 154 Herre, tag du in mitt sinne
- 155 Dyre Jesus, led du mig Finns på Wikisource.
- 156 Jesus kär, gå ej förbi mig Finns på Wikisource.
- 157 Fader, du som från din himmel Finns på Wikisource.
- 158 Du som av kärlek varm Finns på Wikisource.
- 159 Jesus, du som blodet har gjutit Finns på Wikisource.
- 160 Herre, mitt hjärta längtar Finns på Wikisource.
- 161 Herre, låt ingenting binda
- 162 Herre, se från det höga Finns på Wikisource.
- 163 Glöm aldrig bönens timmar Finns på Wikisource.
- 164 I Jesu namn till bords vi går Finns på Wikisource.
- 165 Allena Gud i himmelrik Finns på Wikisource.
- 166 Jublen, I himlar Finns på Wikisource.
- 167 Upp, alla verk som Gud har gjort Finns på Wikisource.
- 168 Upp, själ, och sjung
- 169 Upp att Jesus prisa
- 170 Min själ, upp att lovsjunga Herren
- 171 Guds ära vi sjunga
- 172 Stäm in i änglars kor
- 173 Kom, låtom oss på barnavis Finns på Wikisource.
- 174 Blott om Jesus vill jag sjunga
- 175 Det är saligt på Jesus få tro Finns på Wikisource.
- 176 Är du glad, av hjärtat nöjd Finns på Wikisource.

### XVII Missionssånger
- 177 Din spira, Jesus, sträckes ut Finns på Wikisource.
- 178 Evigt strålar Faderns kärlek Finns på Wikisource.
- 179 Ren bådar morgonstjärnan Finns på Wikisource.
- 180 Så långt som havets bölja går
- 181 Lev för Jesus, intet annat Finns på Wikisource.
- 182 Väldigt går ett rop över land, över hav
- 183 Lyft den högt, den vita fanan
- 184 Till verksamhet för Kristi skull
- 185 Rädda de döende Finns på Wikisource.
- 186 Tänk vilken underbar nåd av Gud Finns på Wikisource.
- 187 Så den ädla säden
- 188 Gyllne fält för vinden vaja
- 189 O, säg ett ord om Jesus
- 190 Gör det lilla du kan Finns på Wikisource.
- 191 Ringa vattendroppar Finns på Wikisource.
- 192 Jag ville vara en liten stråle
- 193 Ack, saliga dag, som i hoppet vi bidar

### XVIII Hemlandssånger
- 194 Till det härliga land ovan skyn Finns på Wikisource.
- 195 Ack saliga hem hos vår Gud Finns på Wikisource.
- 196 Det finns ett hem Finns på Wikisource.
- 197 Vem är den stora skaran där Finns på Wikisource.
- 198 Vem är skaran, som syns glimma
- 199 Det blir något i himlen Finns på Wikisource.
- 200 Omkring Guds tron
- 201 Där uppe ingen död skall vara Finns på Wikisource.
- 202 O, hur saligt att få vandra Finns på Wikisource.
- 203 Få vi alla en gång mötas Finns på Wikisource.
- 204 Jag är en pilgrim här Finns på Wikisource.
- 205 Jag är en gäst och främling Finns på Wikisource.
- 206 Saliga de som ifrån världens öden Finns på Wikisource.

### XIX Barndoms- och ungdomstiden
- 207 Fader, från det höga
- 208 Välsigna och beskydda
- 209 Jesus älskar barnen små Finns på Wikisource.
- 210 Lilla barn, ack, lyft ditt öga Finns på Wikisource.
- 211 Jag är ett litet, litet lamm Finns på Wikisource.
- 212 Jag är Jesu lilla lamm
- 213 Jag är ej för liten
- 214 Jesus, lär mig bedja
- 215 O Gud, som haver barnen kär
- 216 Läs i Bibeln kära
- 217 Högt ifrån sin himmel
- 218 Se, mild och ljuvlig Herden står
- 219 Ett litet fattigt barn jag är Finns på Wikisource.
- 220 Min gode Frälsare har sagt
- 221 Börja allt med Herren Gud Finns på Wikisource.
- 222 Gud signe de kära barn Finns på Wikisource.
- 223 Jag lyfter ögat mot himmelen Finns på Wikisource.
- 224 Låt din Gud bestämma vägen
- 225 Jag är en telning
- 226 Ett litet lamm hade kommit
- 227 O, låten små barnen
- 228 De fly så snart, de ljusa morgonstunder Finns på Wikisource.
- 229 Barnen i Jerusalem Finns på Wikisource.
- 230 Vem skall sjunga, om ej barnen
- 231 Kämpar vi äro
- 232 Tack, o Gud, att du mig givit
- 233 O gode Gud, jag tackar dig
- 234 När solens stråle i hyddan min
- 235 Flitig var, och du skall vinna
- 236 Det växte en blomma
- 237 Små ljus i världen
- 238 Blott en gång jag lever
- 239 O du sköna ungdomstid

### XX Mors dag
- 240 Nu öppnar sig min barnasjäl
- 241 Det finns en tråd så stark, så fin
- 242 Mor, lilla mor

### XXI Morgon och afton
- 243 Din klara sol går åter opp Finns på Wikisource.
- 244 Så går en dag än från vår tid Finns på Wikisource.
- 245 Morgon mellan fjällen Finns på Wikisource.
- 246 Vi tackar dig, så hjärtelig
- 247 Jesus kär, var mig när Finns på Wikisource.
- 248 Till Gud jag flyr
- 249 För den dag, som nu har gått
- 250 När jag trött till vila går
- 251 Gud som haver barnen kär Finns på Wikisource.
- 252 Bred dina vida vingar Finns på Wikisource.

### XXII Naturen och årstiderna
- 253 Uti den vackra våren
- 254 Vintern rasat
- 255 Hör hur västanvinden susar
- 256 Blåsippan ute i backarna står Finns på Wikisource.
- 257 Den blomstertid nu kommer Finns på Wikisource.
- 258 Den ljuva sommarn stundar
- 259 Den gröna jord är ung på nytt
- 260 O vad jorden nu är skön
- 261 Vi tacka dig, o Fader kär
- 262 Tror du, små blommor bedja
- 263 Solen lyser
- 264 O Gud, du vare lovad
- 265 De rika skördar
- 266 Hur härligt vittna land och sjö Finns på Wikisource.
- 267 Dagar komma, dagar flykta Finns på Wikisource.
- 268 Åren gå och komma
- 269 Låt mig börja med dig Finns på Wikisource.

### XXIII Vid lärare- och föräldramöten
- 270 O Herre, Herre, led du mig
- 271 Kärlek av höjden värdes
- 272 Vad är all lust på jorden
- 273 Lyssna, det Jesu stämma är
- 274 Såningsman, som åkerteg besår
- 275 Samla dem alla
- 276 Fader i höjden

### XXIV Hem och fosterland
- 277 Bevara, Gud, vårt fosterland Finns på Wikisource.
- 278 Konung och rike, Herre, beskydda
- 279 Du gamla, du fria Finns på Wikisource.
- 280 Sverige, Sverige, Sverige, fosterland
- 281 Sverige är mitt allt på jorden Finns på Wikisource.
- 282 Hur härligt sången klingar Finns på Wikisource.
- 283 Vårt land Finns på Wikisource.
- 284 Mer än dig själv
- 285 Välsignat är det hem förvisst
- 286 Slumrande toner

### XXV Nykterhetssånger
- 287 Ett enda steg, som viker av
- 288 O, se ej till vinet Finns på Wikisource.
- 289 Gud skydde Sveriges gossar Finns på Wikisource.

### XXVI Kristi tillkommelse
- 290 Nattens skuggor sakta vika Finns på Wikisource.
- 291 När han kommer, när han kommer Finns på Wikisource.

### XXVII Avslutningssånger
- 292 O du, som gav ditt liv för fåren Finns på Wikisource.
- 293 Oss välsigna och bevara
- 294 O gode Ande, led du mig Finns på Wikisource.
- 295 Salig, salig den som kände Finns på Wikisource.
- 296 Ja, amen, se, du hörer bön Finns på Wikisource.
- 297 O Jesus, bliv när oss
- 298 Pris vare Gud, som kärlek är! Finns på Wikisource.
- 299 Herre, signe du och råde Finns på Wikisource.
- 300 Vår Herre Jesu Kristi nåd Finns på Wikisource.